# Sinngedichte
Sinngedichte ist ein Walzer von Johann Strauss (Sohn) (op. 1). Das Werk wurde am 15. Oktober 1844  in Dommayers Casino in Wien erstmals aufgeführt.

## Vorgeschichte

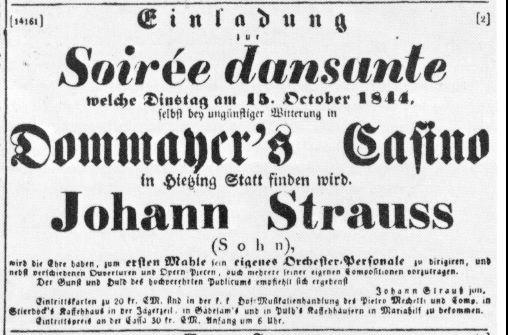
Einladung für die „Soirée dansante“

Obwohl sein Vater dagegen war, dass sein Sohn eine Musikerkarriere einschlug, fand dennoch am 15. Oktober 1844 dessen erstes Konzert als Dirigent und Komponist im Casino Dommayer in Hietzing, einem Vorort der Kaiserstadt Wien in der Nähe des Schlosses Schönbrunn statt.
Für das musikalische Wien war das ein wichtiger Tag, denn schließlich war der Vater sehr erfolgreich, und dass sich der Sohn mit seinem ersten Auftritt quasi gegen ihn stellt, bedeutete größte Aufmerksamkeit der Bevölkerung.
Eingeladen hatte das damals sehr beliebte Casino Dommayer zu einer „Soirée dansante“, doch wegen des Zuschauerandrangs war die Tanzfläche so sehr gefüllt, dass an Tanzen nicht zu denken war. Der Walzer gefiel so sehr, dass er an diesem Debüt-Abend nicht weniger als 19-mal(!) gespielt wurde.
Der Auftritt von des Sohnes bedeutete, dass ab diesem Tag sein Vater ernsthafte Konkurrenz erhielt und nach seinem Tod dann „Johann Strauss (Vater)“ genannt wurde, während das „Sohn“ ab da entfiel.

## Erstaufführung des Walzers
Obwohl der Walzer Sinngedichte sein erstes Opus ist, wurde dennoch (neben anderen Musikstücken) zuerst der Walzer Gunstwerber op. 4 gespielt, danach die Debut-Quadrille op. 2, die Polka Herzenslust op. 3 und dann, als Respektsbezeugung gegenüber seinem Vater, dessen Walzer Loreley-Rheinklänge.
Der Walzer Sinngedichte trägt in seinen Anfangstakten musikalische Anleihen sowohl an Joseph Lanner, als auch an Johann Strauss Vater in sich und konnte der hohen Erwartungshaltung seitens des Publikums und der Presse standhalten, was auch der jubelnde Beifall des Publikums bezeugte.
Später sollte im Feuilleton des Wanderers von Franz Wiest die Worte „Gute Nacht, Lanner! Guten Abend, Strauss-Vater! Guten Morgen, Strauss-Sohn!“ stehen.

## Sinngedicht
Als Sinngedicht bezeichnete man im alten Wien einen Beitrag für ein Poesie-Album.